# Лингвокультурология
Лингвокультуроло́гия (культурная лингвистика) — отрасль языкознания, которая изучает отношения между языком и культурными концептами. Культурная лингвистика ускоряет теоретическое и аналитическое развитие как когнитивистики (включая изучение сложных систем и процессов распределения познавательной способности), так и антропологии. Она исследует, как различные языки при помощи своих особенностей отражают культурные концепты, включая культурные модели, культурные категории и культурные метафоры. В рамках лингвокультурологии язык рассматривается как нечто укоренённое на групповом, культурном уровне познания. Подходы культурной лингвистики уже применяются в некоторых отраслях прикладной лингвистики, в том числе в межкультурной коммуникации, усвоении второго языка и контактной вариантологии английского языка.
Одним из направлений лингвокультурологии является теория лингвокультурных типажей, в рамках которой изучаются концепты типизируемых личностей и их языковое представление в текстах культуры. Её создателем является российский лингвист В. И. Карасик.

## Определение
Общепринятым является определение лингвокультурологического исследования как изучения языка в неразрывной связи с культурой.

### Определение В. В. Воробьёва
Основным объектом лингвокультурологии автор называет «взаимосвязь и взаимодействие культуры и языка в процессе его функционирования и изучение интерпретации этого взаимодействия в единой системной целостности», а предметом данной дисциплины являются «национальные формы бытия общества, воспроизводимые в системе языковой коммуникации и основанные на его культурных ценностях», — всё, что составляет «языковую картину мира».
Изучение лингвокультурологических объектов предлагается проводить с помощью системного метода, заключающегося в единстве семантики, сигматики, синтактики и прагматики и позволяющего получить «целостное представление о них как единицах, в которых диалектически связаны собственно языковое и внеязыковое содержание».

### Определение В. В. Красных
В. В. Красных определяет лингвокультурологию как «дисциплину, изучающую проявление, отражение и фиксацию культуры в языке и дискурсе, непосредственно связанную с изучением национальной картины мира, языкового сознания, особенностей ментально-лингвального комплекса».
Предлагается использование лингво-когнитивного подхода к коммуникации, поскольку он позволяет проанализировать как её общелингвистический аспект, так и национально-детерминированный компонент. Однако автор не проводит чёткой границы между этнопсихолингвистикой и лингвокультурологией: утверждается общность изучаемых ими вопросов, теоретической предпосылкой возникновения и той, и другой считается гипотеза Сепира-Уорфа, не выявляются различия в методах исследований.

### Определение Е. И. Зиновьевой и Е. Е. Юркова
«Нам представляется возможным признать лингвокультурологию филологической наукой, которая исследует различные способы представления знаний о мире носителей того или иного языка через изучение языковых единиц разных уровней, речевой деятельности, речевого поведения, дискурса, что должно позволить дать такое описание этих объектов, которое во всей полноте раскрывало бы значение анализируемых единиц, его оттенки, коннотации и ассоциации, отражающие сознание носителей языка. При этом важно учитывать информацию энциклопедического характера, коррелирующую с собственно языковым значением, разработка принципов отбора которой является одной из проблем лингвокультурологии.».

## История становления и развития
Термин «лингвокультурология» был использован в 1996 году В. В. Воробьёвым в докторской диссертации на тему «Теоретические и прикладные аспекты лингвокультурологии». В 1997 году В. В. Воробьёв издал учебное пособие «Лингвокультурология. Теория и методы».
Большой вклад в развитие лингвокультурологии как молодой отрасли лингвистики внесла В. Н. Телия, проводившая исследования языка и культуры «в их синхронном взаимодействии».
В 1990-е годы Институтом языкознания Российской академии наук была утверждена программа "Язык и культура" в качестве ведущей программы, руководителем которой был назначен академик Ю. С. Степанов, возглавлявший с 1989 года Отдел теоретического языкознания РАН, ставший лауреатом премии Золотая медаль имени В. И. Даля за книгу „Константы. Словарь русской культуры“» (1999), которая и по настоящее время входит в теоретическую базу исследований в области лингвокультурологии.

## Критика
Некоторые исследователи полагают, что методология линговокультурологических исследований, направленных на установление прямой зависимости культуры от языковых структур, не соответствует основным критериям научности. В частности, методы лингвокультурологии не поддерживаются зарубежными и «эмигрантскими» лингвистами. Противники лингвокультурологии выпустили сборник статей, критикующих это направление, под названием «От лингвистики к мифу», также известный как «Антилингвокультурологический манифест».